# 그 놈은 멋있었다
《그 놈은 멋있었다》는 인터넷 작가 귀여니가 쓴 인터넷 소설 및 그 소설이다.
사대천왕 지은성과 다소 멍청하지만 귀여운 한예원이라는 남녀 주인공들의 사랑을 담은 이야기이다. 이 소설의 작가 귀여니는 이모티콘의 남발, 통신체의 사용, 기존의 문법틀 무시 등으로 많은 비판을 받기도 하였다.  2004년에 이 소설은 작가의 두 번째 소설 《늑대의 유혹》과 함께 영화화되었다.